# Philodina megalotrocha
Philodina megalotrocha är en hjuldjursart som beskrevs av Ehrenberg 1832. Philodina megalotrocha ingår i släktet Philodina och familjen Philodinidae. Arten är reproducerande i Sverige. Inga underarter finns listade i Catalogue of Life.